# Wat Phra Kaeo
Wat Phra Kaeo (chrám smaragdového Buddhy, thajsky วัดพระศรีรัตนศาสดาราม) je považován za nejposvátnější buddhistický chrám v Thajsku. Je to silný nábožensko-politický symbol thajské společnosti. Nachází se v historickém centru Bangkoku v areálu Královského paláce.

## Vznik
Po usednutí krále Rámy I. bylo centrum říše přestěhováno na východní břeh řeky Chao Phraya. Nechal zde vybudovat opevnění, kláštery, úřady a své nové sídlo v komplexu budov známém pod názvem Velký palác. V roce 1784 byl zde dokončen a vysvěcen Wat Phra Kaeo čili Chrám smaragdového Buddhy. Tento chrám byl spojen přímo s královskou rezidencí. Je zde uložena nejuznávanější soška Buddhy, vytesaná z kusu jadeitu a posazena vysoko na zlatém oltáři reprezentujícím létající vůz hinduistických božstev.
Stěny chrámu jsou pozlaceny a pod střechou má zavěšenu soustavu zvonů. Interiér je vyzdoben sochami a nástěnnými malbami s motivy Buddhova života. Na veřejích dveří jsou zobrazeny scény z indického eposu Rámajána. Od chrámu je oddělena soukromá vladařova kaple.

## Smaragdový Buddha
Je 79 cm vysoká socha, jejíž stáří ani původ není znám. Přes své jméno je socha vyrobena z nefritu. První písemná zmínka o ní pochází z roku 1434. Král Tilok sochu získal a odvezl s sebou do hlavního města Chiang Mai království Lannathai. Zde byla uložena do svatyně. Následně byl Smaragdový Buddha převezen do nově vybudovaného hlavního města Viang Chan. Poté, co král Ráma I. převezl Smaragdového Buddhu do Wat Phra Kaeo, nechal odlít dvě stojící sochy Buddhů a postavil je před hlavní oltář. Další velmi uctívanou sochu před oltář postavil král Mongkut (Ráma IV.) Soše se třikrát ročně, za přítomnosti thajského panovníka nebo jeho zástupce, převlékají šaty určené pro jednotlivá roční období.

## Chrámové nástěnné malby
Celá série nástěnných maleb s motivy výjevů z Buddhova života začíná v jihozápadním rohu chrámu po pravé straně vysokého oltáře výjevem Buddhova narození, dětství, mládí a jeho odmítnutí bohatství ve prospěch hledání Pravdy. Na západní stěně (naproti oltáři) se nacházejí malby s tematikou svádění Buddhy démony a jeho pozdější osvícení. Příběh pokračuje podél severní zdi. Znázorňuje výjevy z Buddhova zralého života i jeho smrti. V zadní části chrámu je znázorněn vesmír, či jedna z jeho podob.